# Cornelius (North Carolina)
Cornelius ist eine Kleinstadt (Town) im Mecklenburg County des US-Bundesstaates North Carolina. Das U.S. Census Bureau hat bei der Volkszählung 2020 eine Einwohnerzahl von 31.412 ermittelt. Cornelius ist Teil der Metropolregion Charlotte und befindet sich am Lake Norman.

## Demografie
Nach der Schätzung von 2019 leben in Cornelius 30.257 Menschen. Die Bevölkerung teilte sich im selben Jahr auf in 84,9 % Weiße, 8,6 % Afroamerikaner, 2,3 % Asiaten und 2,2 % mit zwei oder mehr Ethnizitäten. Hispanics oder Latinos aller Ethnien machten 8,4 % der Bevölkerung aus. Das mittlere Haushaltseinkommen lag bei 90.542 US-Dollar und die Armutsquote bei 7,6 %.